# Ангел Савов
Ангел Савов (1925 г. – 1991 г.) е български драматичен актьор.
38 години е водещ актьор в репертоара на Драматичен театър „Стефан Киров“, Сливен. Ангел Савов прави сценичния си дебют през 1951 г., има над 150 театрални- и кинороли.
Сред най-значимите му образи са г-н Гранде (в спектакъла „Евгения Гранде“ по Оноре Дьо Балзак, реж. Николай Люцканов); Швейк (в спектакъла „Швейк през Втората световна война“ от Бертолт Брехт, реж. Курт Регенбоген); Раксин (в „Иван Шишман“, авт. Камен Зидаров); Иван Павлович (в „Женитба“, авт. Николай В. Гогол); Станчо Квасников (в „Службогонци“, авт. Иван Вазов).
Ангел Савов е режисирал няколко театрални постановки, сред които „Криворазбраната цивилизация“ от Добри Войников (1962 г.), „Обикновен човек“ от Бранислав Нушич (1965 г.), „Когато розите танцуват“ от Валери Петров (1967 г.) и „Мирандолина“ от Карло Голдони (1969 г.).
Снима се във филмите Записки по българските въстания (филм) и Дневна светлина (филм, 1974) на режисьора Маргарит Николов, по сценарий на Недялко Йорданов.
Актьорът е носител на почетна значка на Съюза на артистите в България и на звание „Почетен артист“ на Тернополския музикално-драматичен театър „Т. Г. Шевченко“, Украйна за гастрола си там в ролята на Вечний („Сините елени“ от Ал. Коломиец), 1978 г.